# National Women’s League 2018
National Women’s League 2018 – jedenasta edycja najwyższej klasy rozgrywkowej w żeńskim rugby union w Kanadzie. Zawody odbywały się w dniach 16–22 lipca 2018 roku.
Transmitowane w Internecie zawody odbyły się systemem kołowym na boiskach Saskatoon Rugby Clubhouse, a o mistrzostwo kraju walczyło pięć zespołów. Turniej rozegrano w pięciu rundach w ciągu sześciu dni, a podczas każdej z nich jedna z drużyn pauzowała. Jednocześnie rozegrano także mistrzostwa w kategoriach U-19 mężczyzn i U-20 kobiet. Z kompletem zwycięstw triumfował zespół z Quebecu.

## Mecze
| 16 lipca 201818:00 | British Columbia | 29:24 | Prairie Wolfpack | Saskatoon Rugby Club, Saskatoon |
| 16 lipca 201818:00 |                  | 29:24 |                  | Saskatoon Rugby Club, Saskatoon |

| 17 lipca 201816:00 | Ontario Blues | 22:36 | Equipe Quebec | Saskatoon Rugby Club |
| 17 lipca 201816:00 |               | 22:36 |               | Saskatoon Rugby Club |

| 17 lipca 201818:00 | Nova Scotia Keltics | 24:15 | Prairie Wolfpack | Saskatoon Rugby Club |
| 17 lipca 201818:00 |                     | 24:15 |                  | Saskatoon Rugby Club |

| 18 lipca 201816:00 | British Columbia | 15:17 | Nova Scotia Keltics | Saskatoon Rugby Club |
| 18 lipca 201816:00 |                  | 15:17 |                     | Saskatoon Rugby Club |

| 19 lipca 201813:00 | Ontario Blues | 17:24 | Prairie Wolfpack | Saskatoon Rugby Club |
| 19 lipca 201813:00 |               | 17:24 |                  | Saskatoon Rugby Club |

| 19 lipca 201815:00 | Equipe Quebec | 34:5 | British Columbia | Saskatoon Rugby Club |
| 19 lipca 201815:00 |               | 34:5 |                  | Saskatoon Rugby Club |

| 21 lipca 201818:00 | British Columbia | 12:14 | Ontario Blues | Saskatoon Rugby Club |
| 21 lipca 201818:00 |                  | 12:14 |               | Saskatoon Rugby Club |

| 21 lipca 201818:00 | Nova Scotia Keltics | 12:36 | Equipe Quebec | Saskatoon Rugby Club |
| 21 lipca 201818:00 |                     | 12:36 |               | Saskatoon Rugby Club |

| 22 lipca 201814:00 | Nova Scotia Keltics | 24:27 | Ontario Blues | Saskatoon Rugby Club |
| 22 lipca 201814:00 |                     | 24:27 |               | Saskatoon Rugby Club |

| 22 lipca 201816:00 | Equipe Quebec | 39:12 | Prairie Wolfpack | Saskatoon Rugby Club |
| 22 lipca 201816:00 |               | 39:12 |                  | Saskatoon Rugby Club |